# Augenstreifen-Doktorfisch
Der Augenstreifen-Doktorfisch (Acanthurus dussumieri) ist eine Art aus der Familie der Doktorfische. Kennzeichen ist das gelbe Augenband und das weiße, schwarz umrandete Skalpell. Augenstreifen-Doktorfische sind große Tiere, die bis zu 54 Zentimeter lang werden können. Daher sind sie als Aquarienfische ungeeignet.
Augenstreifen-Doktorfische leben im Indopazifik, von Südafrika bis Japan und von Hawaii bis zum Great Barrier Reef. In weiten Teilen des mittleren Pazifik sind sie nicht anzutreffen. Bei Südafrika wandern Augenstreifen-Doktorfische in den Atlantik. Die Tiere leben meist an Außenriffen bis in einer Tiefe von 130 Meter oder über Seegraswiesen.
Augenstreifen-Doktorfische sind meist Einzelgänger. Nur selten finden sie sich zu kleineren Schwärmen zusammen. Sie laichen aber nicht in Schwärmen, wie viele andere Doktorfische, sondern paarweise. Alte Männchen bekommen einen Stirnbuckel.
Augenstreifen-Doktorfische fressen die feinen Schichten von Braun-, Grün-, Kieselalgen und Detritus, die auf dem Bodengrund liegen.